# Helina interfusa
Helina interfusa este o specie de muște din genul Helina, familia Muscidae. A fost descrisă pentru prima dată de Pandelle în anul 1899. Conform Catalogue of Life specia Helina interfusa nu are subspecii cunoscute.